# Vitvaxing
Vitvaxing (Hygrocybe virginea) är en svampart. Vit vaxskivling ingår i släktet Hygrocybe och familjen Hygrophoraceae.  Arten är reproducerande i Sverige.
Andra trivialnamn är alabastervaxing, genomskinlig vaxskivling, alabastervaxskivling och vit vaxskivling.

## Underarter
Arten delas in i följande underarter:
- fuscescens (ögonvaxskivling)[4]
- virginea
- ochraceopallida

## Källor

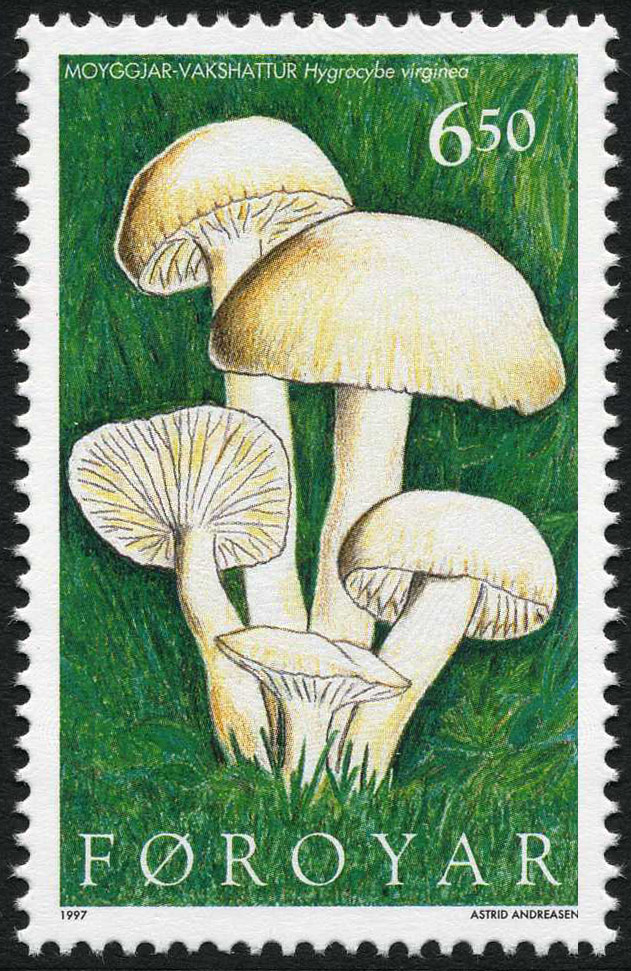
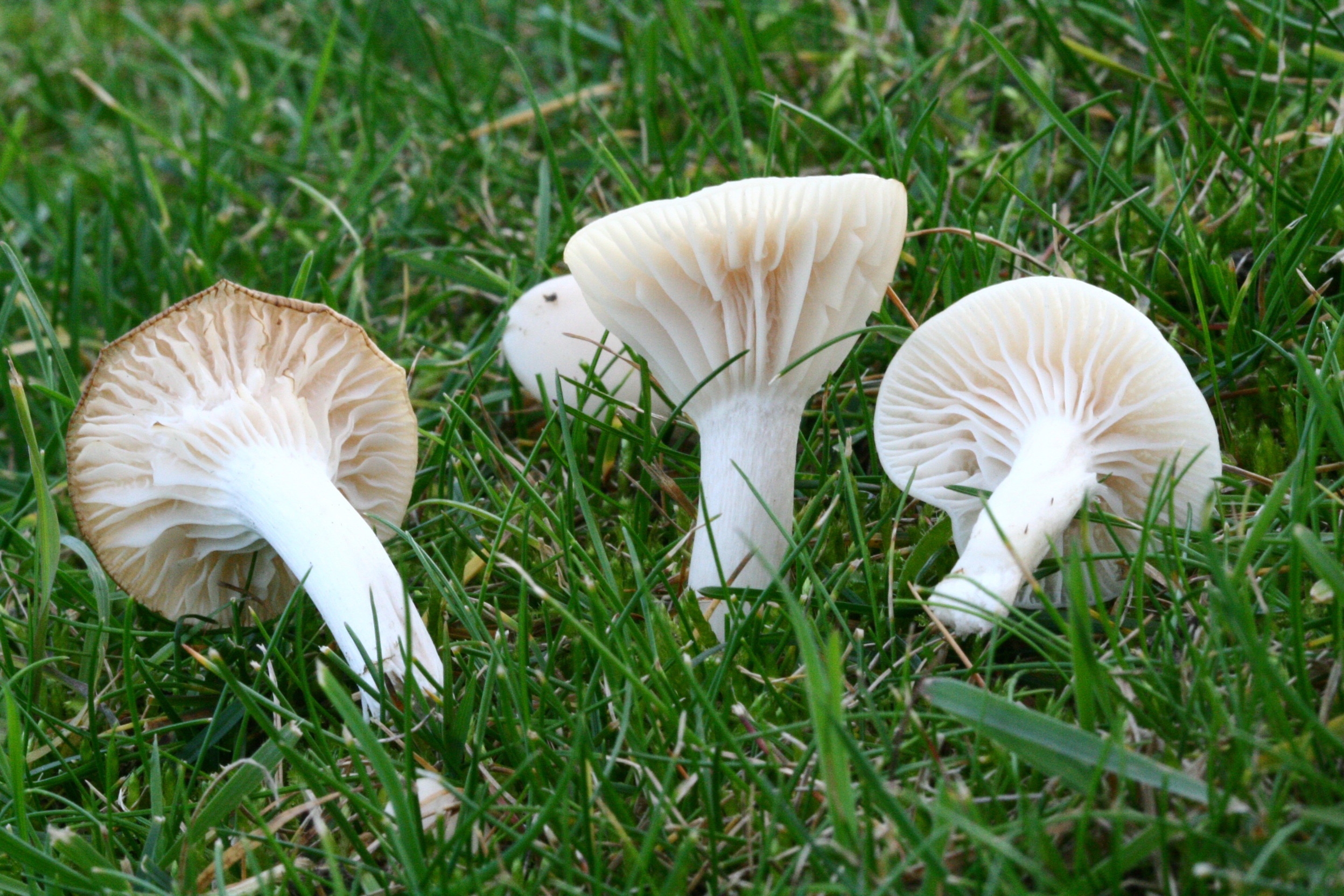